# Kakáktelep
Kakáktelep (románul Coca) falu Romániában, a Partiumban, Szatmár megyében.

## Fekvése
Kányaháza közelében fekvő település.

## Története
Korábban Kányaházához tartozott.
1956-ban 776 lakosa volt.
2002-ben 965 lakosából 954 román, 1 német, 8 cigány, 2 szlovák volt. 